# BSON
BSON（/ˈbiːsən/）是一种计算机数据交换格式，主要被用作MongoDB数据库中的数据存储和网络传输格式。它是一种二进制表示形式，能用来表示简单数据结构、关联数组（MongoDB中称为“对象”或“文档”）以及MongoDB中的各种数据类型。BSON之名缘于JSON，含义为Binary JSON（二进制JSON）。

## 数据类型和语法
BSON文档（对象）由一个有序的元素列表构成。每个元素由一个字段名、一个类型和一个值组成。字段名为字符串。类型包括：
- string
- integer（32或64位）
- double（64位IEEE 754浮点数）
- decimal128（128位IEEE 754-2008浮点数；Binary Integer Decimal变体），适合作为任意精度为34个十进制数字的数字载体，最大值近似106145
- date（整数，自UNIX时间的毫秒数)
- byte array（二进制数组）
- 布林（true或false）
- null
- BSON对象
- BSON数组
- JavaScript代码
- MD5二进制数据
- 正则表达式（Perl兼容的正则表达式，即PCRE，版本8.41，含UTF-8支持；与Python不完全兼容）[5]

BSON的类型名义上是JSON类型的一个超集（JSON没有date或字节数组类型），但一个例外是没有像JSON那样的通用“数字”（number）类型。

## 效率
与JSON相比，BSON着眼于提高存储和扫描效率。BSON文档中的大型元素以长度字段为前缀以便于扫描。在某些情况下，由于长度前缀和显式数组索引的存在，BSON使用的空间会多于JSON。

## 例子
一个内容为{"hello":"world"}的文档将存储为：
```
Bson
:

  
\
x16
\
x00
\
x00
\
x00
               
// 总文档大小

  
\
x02
                           
// 0x02 = 类型：String（字符串）

  
hello
\
x00
                      
// 字段名

  
\
x06
\
x00
\
x00
\
x00world
\
x00
      
// 字段值（值大小，值，空终止符）

  
\
x00
                           
// 0x00 = 类型：EOO（'end of object'，对象结尾）

```